# L'anno dell'amore
L'anno dell'amore è un singolo del cantautore italiano Zucchero Fornaciari, il sesto ed ultimo estratto dal tredicesimo album in studio Black Cat e pubblicato l'11 aprile 2017 in Italia.

## Descrizione
La canzone, pop con incursioni blues, vede Zucchero ritornare al sound e ai temi di canzoni come Overdose (d'amore) e Voodoo Voodoo, che avevano caratterizzato la prima parte della carriera. Il brano contiene, come incipit, quello che era stato diffuso sul web come il divertente discorso del Sindaco di Contursi Terme o di quello di Palomonte (anche se non è mai stato confermato il fatto). Nella parte musicale si tratta di un campionamento da I Can Hear You Calling della band canadese Bush, portata poi al successo dai Three Dog Night, con una parte creativa dello stesso Zucchero. Il testo è stato curato da Zucchero insieme al suo fedele collega e amico, il paroliere Pasquale Panella, ma mantiene la ritmica e alcuni versi del brano originale.

## Video musicale
Il videoclip, come tutti gli altri dell'album, è stato girato dal regista Gaetano Morbioli. In una fatiscente baracca di pescatori abbandonata sulle rive del Po un ragazzo e due ragazze si ritrovano durante una giornata estiva. Il ragazzo, intento a scrivere una canzone, si lascia trasportare dal ritmo della musica e comincia a ballare con le due ragazze. Insieme, poi, i tre guidano sugli argini della golena e raggiungono un boschetto dove continuano a divertirsi, insieme ad una terza ragazza. 
Nel video, i riferimenti alla cultura Hippy, portavoce di franchigia e libertà, sono innumerevoli. Ne sono alcuni esempi il furgoncino Volkswagen Transporter guidato dai tre amici, i motivi floreali dei vestiti e le collane con il simbolo della pace.
I quattro protagonisti del video sono: Sebastian Donà, Greta Frasson, Nicole Spanò e Carolina Moserle.

## Tracce
1. L'anno dell'amore – 3:26 (testo: Zucchero, D. M. Troiano, H. Sullivan, R. Kenner, P. Glan J., Pasquale Panella – musica: Zucchero, D. M. Troiano, H. Sullivan, R. Kenner, P. Glan J.)